# Timotheos I. (Konstantinopel)
Timotheos I. (griechisch Τιμόθεος Α´; † 5. April 517) war Patriarch von Konstantinopel (511–517).

## Leben
Sein Geburtsjahr und die Herkunft sind nicht bekannt. Timotheos war einfacher Priester in der Hagia Sophia in Konstantinopel.
511 wurde er von Kaiser Anastasios I. zum Patriarchen von Konstantinopel ernannt, einen Tag nach der Absetzung seines Vorgängers Makedonios II. Timotheos soll in Briefen an andere Bischöfe dessen Absetzung intensiv gefordert haben. Timotheos erkannte die Beschlüsse des Konzils von Chalkedon nicht an, deshalb suchten Patriarch Flavian II. von Antiochia und Elias von Jerusalem Kontakt zu ihm.
Timotheos ging in seiner Amtszeit gegen Anhänger des Konzils von Chalkedon vor und ließ sie absetzen, verbannen und verdammen.